# Gamla bron
63°49′30″N 20°14′57″Ø / 63.82500°N 20.24917°Ø
Gamla bron kaldes den ældste, stadig eksisterende bro over Ume älv i byen Umeå. Broen, som er 301 meter lang, indviedes i 1863, og i lang tid skulle man betale afgift for at passere broen. I dag er broen kun åben for gang- og cykeltrafik.
Allerede efter et tiår viste det sig, at den oprindelige trækonstruktion skulle udskiftes, så i 1894-95 erstattedes det med en stålgitterkonstruktion, og broen fik det udseende, som den har i dag. 

## Eksterne kilder og henvisninger
1. ↑  Umeås historia 1810—1896 Arkiveret 7. januar 2019 hos  Wayback Machine Håkan Göransson, udgivet af Umeå kommun